# Fred B. Balzar

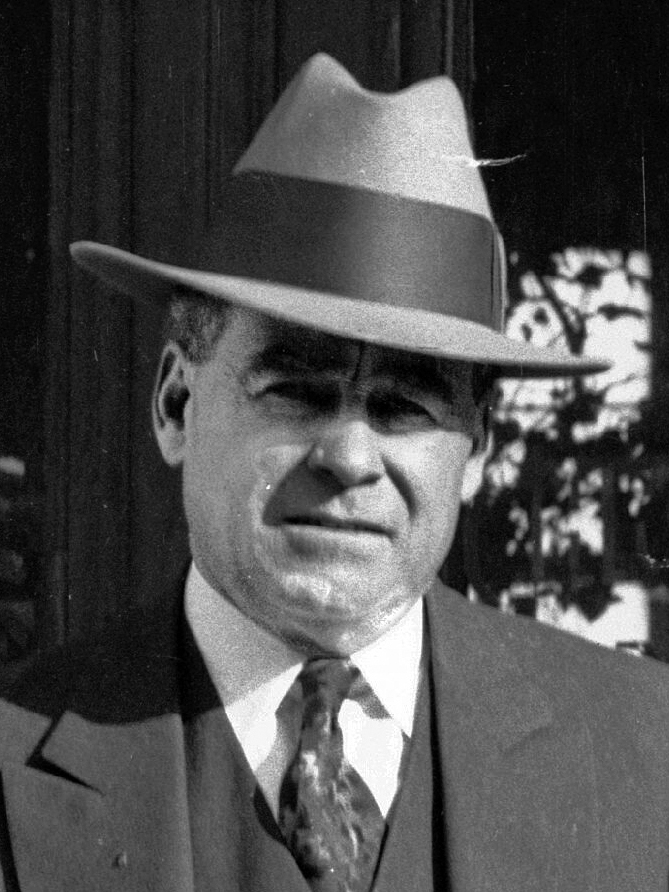
Fred B. Balzar (1933)

Frederick Bennett „Fred“ Balzar (* 15. Juni 1880 in Virginia City, Nevada; † 11. März 1934 in Carson City, Nevada) war ein US-amerikanischer Politiker und von 1927 bis 1934 Gouverneur des Bundesstaates Nevada.

## Frühe Jahre und politischer Aufstieg
Frederick Balzar besuchte zunächst die öffentlichen Schulen seiner Heimat und danach die Polytechnic High School im kalifornischen San Francisco. In den folgenden Jahren war er als Postkutschenfahrer, Rancharbeiter und Bergmann tätig. Außerdem arbeitete er bei der Eisenbahn als Schaffner und betrieb zeitweise eine Metzgerei. Balzar wurde Mitglied der Republikanischen Partei. Zwischen 1905 und 1906 war er Abgeordneter im Repräsentantenhaus von Nevada; von 1909 bis 1916 saß er im Staatssenat. Von 1917 bis 1926 arbeitete Balzar als Sheriff und Verwaltungsangestellter (County Assessor) im Mineral County. In den Jahren 1924 und 1925 war er auch Vorsitzender der Republikaner in Nevada. Als deren Kandidat wurde er im November 1926 zum neuen Gouverneur seines Staates gewählt.

## Gouverneur von Nevada
Balzar trat sein neues Amt am 3. Januar 1927 an und wurde im Jahr 1930 wiedergewählt. In seiner Amtszeit wurde die Finanzierung des Hoover Dam gesichert und mit dem Bau begonnen, der 1935 fertiggestellt wurde. Im Jahr 1931 wurde das Glücksspiel in Nevada legalisiert. Außerdem wurde ein neues Scheidungsgesetz verabschiedet und die Nationalgarde reformiert. Seine zweite Amtszeit war von den Ereignissen der Weltwirtschaftskrise überschattet. Gouverneur Balzar erlebte das Ende seiner zweiten Amtszeit nicht mehr. Er starb am 11. März 1934 in seinem Amtssitz in Carson City. Er war mit Idelle Edna Sinnamon verheiratet, mit der er ein Kind hatte.